# David Wingeate Pike
David Wingeate Pike (geboren 2. Oktober 1930; gestorben 20. Juni 2020) war ein britischer Historiker, der in Paris arbeitete.

## Leben
David Wingeate Pike besuchte Blundell’s School in Devon in England. Er studierte an der McGill University in Montreal mit einem Abschluss als B.A., an der Universidad Interamericana in Mexiko mit einem Abschluss als M.A., erhielt das Doktorat an der Universität Toulouse und wurde bei Ronald Hilton an der Stanford University promoviert.
Pike war Hochschullehrer an der American University of Paris (AUP) und lehrte an der American Graduate School of International Relations and Diplomacy in Paris. Er publizierte zum Spanischen Bürgerkrieg und zur jüngeren Geschichte Spaniens. Er forschte über die flüchtigen spanischen Bürgerkriegskämpfer und ihre Deportation  in das KZ Mauthausen. Zusammen mit Anne Farache schrieb er als Emeritus eine Studie über das Konzentrationslager Alderney, in dem Faraches Vater inhaftiert war.

## Schriften (Auswahl)
- mit Anne Farache: Les îles anglo-normandes sous l’occupation allemande et la singularité des Républicains espagnols en captivité. In: Guerres mondiales et conflits contemporains, 2015/4 (N° 260);  2016/1 (N° 261); Teil 3: tba
- France divided : the French and the Civil War in Spain. Brighton ; Portland, Or. : Sussex Academic Press, 2012
- (Hrsg.): Crimes against Women. Hauppauge : Nova Science Publishers, Inc., 2010
- Franco and the Axis stigma. New York : Palgrave Macmillan, 2008
- Betrifft : KZ Mauthausen : was die Archive erzählen. Grünbach : Steinmassl, 2005
- (Hrsg.): The Closing of the Second World War. Twilight of a Totalitarianism. New York : P. Lang, 2001
- Spaniards in the Holocaust - Mauthausen, the horror on the Danube. London : Routledge, 2000, ISBN 0-415-22780-1
- In the Service of Stalin. The Spanish Communists in Exile, 1939-1945. Oxford : Clarendon Press ; New York : Oxford Univ. Press, 1993
- (Hrsg.): The opening of the Second World War : proceedings of the second International Conference on International Relations, held at the American University of Paris, September 26-30, 1989. New York : P. Lang, 1991
- Jours de gloire, jours de honte. Le Parti communiste d'Espagne en France depuis son arrivée en 1939 jusqu'à son départ en 1950. 1984
- Latin America in Nixon's second term. Paris : American College in Paris, 1982
- Vae Victis! Los republicanos españoles refugiados en Francia 1939-1944. Paris : Ruedo Ibérico, 1969
- Conjecture, propaganda, and deceit and the Spanish Civil War : the international crisis over Spain, 1936-1939, as seen in the French Press. Stanford : California Institute of International Studies, 1968 PhD, Stanford
  - Les français et la guerre d'Espagne (1936–1939). Vorwort Pierre Renouvin. Paris : Presses universitaires de France, 1975
- La crise espagnole de 1936. Stanford : California Institute of International Studies, 1966